# Carl Gustafsson
Carl Gustafsson (Kalmar, 18 de marzo de 2000) es un futbolista sueco que juega en la demarcación de centrocampista para el Kalmar FF de la Allsvenskan.

## Selección nacional
Tras jugar en varias categorías inferiores de la selección, finalmente hizo su debut con la selección de fútbol de Suecia en un partido amistoso contra Finlandia que finalizó con un resultado de 2-0 a favor del combinado sueco tras los goles de Christoffer Nyman y Joel Asoro.

## Clubes
| Club      | País   | Año   | Partidos | Goles |
| --------- | ------ | ----- | -------- | ----- |
| Kalmar FF | Suecia | 2019- | 99       | 2     |